# Feestelijk gedicht
Feestelijk gedicht is een compositie van Aram Chatsjatoerjan.
Volgens het boekwerkje dat de opname van ASV begeleidt, betreft het hier een werk dat best vergeleken kan worden met een symfonie, in dit geval symfonie nr. 4. Echter, het Symfonie gedicht (Symfonie nr. 3) werd getroffen door de Stalin- en Zjdanovdoctrine, een teken van ongeluk. Bovendien hield Chatsjatoerjan niet van het vaste stramien voor een symfonie. Het werd een vrolijk en speels werk (aldus ASV), dat voor het eerst te horen was op 9 december 1950, uitvoerenden waren het "Staatsradiosymfonieorkest van de USSR" onder leiding van Aleksandr Gaoek. Chatsjatoerjan schreef het werk voor een symfonieorkest:
- 3 dwarsfluiten, 3 hobo's, 3 klarinetten, 2 fagotten
- 4 hoorns, 3 trompetten, 3 trombones, 1 tuba
- pauken, percussie, 2 harpen, piano
- violen, altviolen, celli, contrabassen

Tijdens hetzelfde concert werd ook het Plechtig gedicht (Russisch: Торжественная поэма, Torzhestvennaya poema) van de componist gespeeld. Of dat de muzikale tegenhanger van het Feestelijk gedicht is, is niet bekend. Er zijn in 2022 geen opnamen van dat werk voorhanden; het bleef vermoedelijk alleen in manuscriptvorm (Aram Chatsjatoerjan Museum) bewaard.
Loris Tjeknavorian nam in oktober/november 1994 de ode op met het Filharmonisch Orkest van Armenië voor het platenlabel ASV Records (DCA 946). De opnamen maakten deel uit van een serie gewijd aan muziek van de Armeense componist. Het bleef de enige opname van dit werk.